# Rohrbach an der Gölsen
Rohrbach an der Gölsen ist eine Gemeinde mit 1531 Einwohnern (Stand 1. Jänner 2025) im Bezirk Lilienfeld in Niederösterreich.

## Geografie
Rohrbach an der Gölsen liegt im Gölsental in den niederösterreichischen Voralpen, etwa dreißig Kilometer südöstlich von St. Pölten. Die südliche Gemeindegrenze liegt im Gölsental 390 Meter über dem Meeresspiegel. Rechte Nebenbäche der Gölsen sind Rotedelbach und Rohrbach. Dazwischen steigt das Land nach Norden hügelig an. Die höchsten Erhebungen sind im Westen der Große Steinberg  (753 m) und im Nordwesten die Kukubauerwiese (782 m).
Die Fläche der Gemeinde umfasst 14,77 Quadratkilometer. Davon wird die Hälfte landwirtschaftlich genutzt, 41 Prozent sind bewaldet.

### Gemeindegliederung
Das Gemeindegebiet umfasst folgende vier Ortschaften (Einwohnerzahl Stand 1. Jänner 2025):
- Bernreit (247) samt Siedlung Bernreit
- Durlaß (32)
- Prünst (76)
- Rohrbach an der Gölsen (1176) samt Oberrohrbach, Siedlung Oberrohrbach und Unterrohrbach

Irgendwann zwischen 2001 und 2015 wurden die bis dahin getrennt existierenden Ortschaften Oberrohrbach und Unterrohrbach zur neuen Ortschaft Rohrbach an der Gölsen zusammengeführt.
Die Gemeinde besteht aus den Katastralgemeinden Bernreit, Durlaß, Oberrohrbach, Prünst und Unterrohrbach.
| Katastralgemeinden                                                                                       | Ortschaften in der Gemeinde |
| --- | --- |
| Bernreit (1,55 km²) Durlaß (3,22 km²) Oberrohrbach (3,99 km²) Prünst (4,92 km²) Unterrohrbach (1,10 km²) | Bernreit (ZH) Siedlung Bernreit (Sdlg) Durlaß (ZH) · Oberrohrbach (ZH) Siedlung Oberrohrbach (Sdlg) Prünst (ZH) · Unterrohrbach (D) |
| Legende                                                                                                  | |

| In der Spalte Katastralgemeinden sind sämtliche Katastralgemeinden einer Gemeinde angeführt. In der Klammer ist die jeweilige Fläche in km² angegeben. |
| In der Spalte Ortschaften sind sämtliche von der Statistik Austria erfassten Siedlungen, die auch eine eigene Ortschaftskennziffer aufweisen, angeführt. In der Hierarchieebene derselben Spalte, rechts eingerückt, werden nur Ansiedlungen, die mindestens aus mehreren Häusern bestehen, dargestellt. Die wichtigsten der verwendeten Abkürzungen sind: - M = Hauptort der Gemeinde - Stt = Stadtteil - R = Rotte - W = Weiler - D = Dorf - ZH = Zerstreute Häuser - Sdlg = Siedlung - Hgr = Häusergruppe - E = Einzelgehöft (nur wenn sie eine eigene Ortschaftskennziffer haben) Die komplette Liste der Statistik Austria ist in: Topographische Siedlungskennzeichnung nach STAT Zu beachten ist, dass manche Orte unterschiedliche Schreibweisen haben können. So können sich Katastralgemeinden anders schreiben als gleichnamige Ortschaften bzw. Gemeinden. Quelle: Statistik Austria – |

### Nachbargemeinden
|                        | Michelbach (PL)                             |          |
| St. Veit an der Gölsen | Kompassrose, die auf Nachbargemeinden zeigt |          |
|                        |                                             | Hainfeld |

## Geschichte

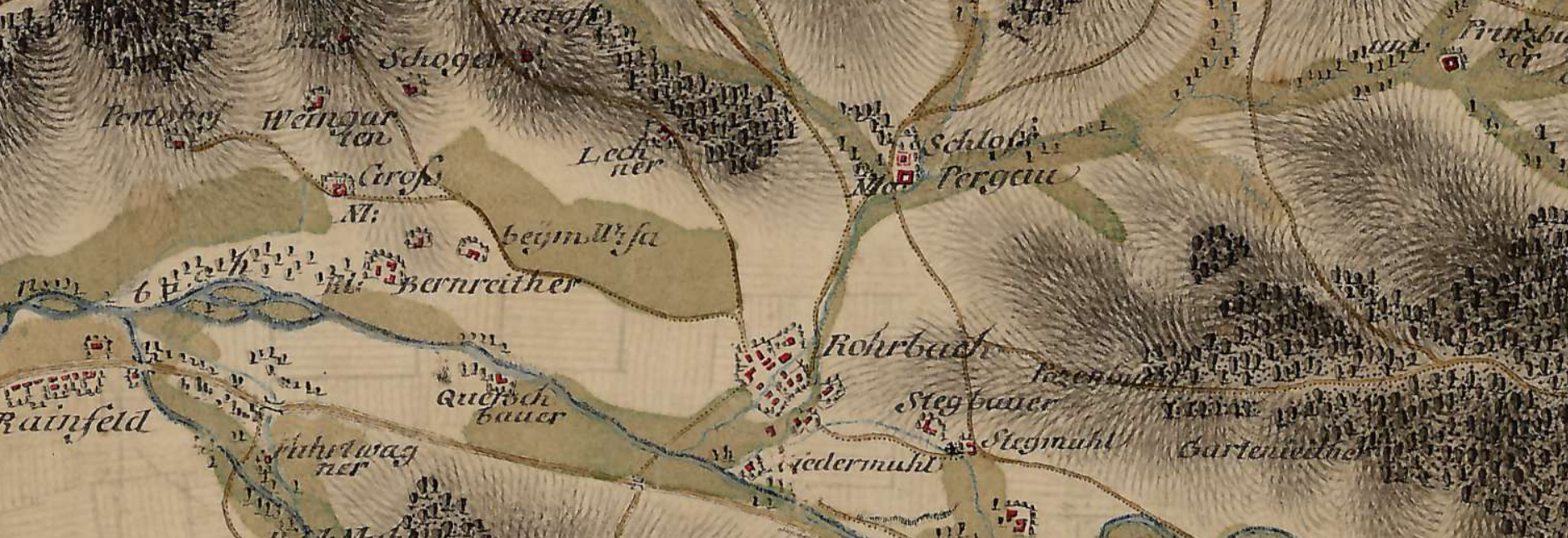
Rohrbach und Schloss Bergau um 1775 auf einer Karte der Josephinischen Landesaufnahme

Im Altertum war das Gebiet Teil der Provinz Noricum.
Der Talboden der Gölsen wurde im 11. Jahrhundert besiedelt, die erste urkundliche Erwähnung stammt aus dem 12. Jahrhundert. Das Schloss Bergau wurde 1380 errichtet, es befindet sich heute in Privatbesitz. Die Pfarrkirche stammt aus dem Jahr 1400, sie wurde 1785 zur Pfarrkirche erhoben.
Während des Österreichischen Bürgerkriegs 1934 wurden in Rohrbach an der Gölsen zwei Mitglieder des Republikanischen Schutzbundes festgenommen, nachdem der Heimwehr-Bataillonskommandant Hans Lintner in der Ortschaft Ob der Kirche (Stadt Hainfeld) erschossen worden war. Bei den Festgenommenen handelte es sich um Johann Hois (geb. 23. Juli 1891), Fabriksarbeiter aus Rohrbach, Kommandant des örtlichen Republikanischen Schutzbundes, und Viktor Rauchenberger (geb. 20. Juli 1908), Maurer aus Rohrbach, Mitglied des Republikanischen Schutzbundes. Das Standgericht in St. Pölten verurteilte Hois und Rauchenberger zum Tode durch den Strang, die Hinrichtung durch Scharfrichter Johann Lang erfolgte am 16. Februar 1934 im Landesgericht St. Pölten. Ein Grabstein für beide wurde am 29. März 1974 am Hauptfriedhof St. Pölten enthüllt.

### Bevölkerungsentwicklung
| Rohrbach an der Gölsen: Einwohnerzahlen von 1869 bis 2025 | Rohrbach an der Gölsen: Einwohnerzahlen von 1869 bis 2025 | Rohrbach an der Gölsen: Einwohnerzahlen von 1869 bis 2025 | Rohrbach an der Gölsen: Einwohnerzahlen von 1869 bis 2025 | Rohrbach an der Gölsen: Einwohnerzahlen von 1869 bis 2025 |
| --------------------------------------------------------- | --------------------------------------------------------- | --------------------------------------------------------- | --------------------------------------------------------- | --------------------------------------------------------- |
| Jahr                                                      |                                                           |                                                           |                                                           | Einwohner                                                 |
| 1869                                                      | 1869                                                      |                                                           | 556                                                       | 556                                                       |
| 1880                                                      | 1880                                                      |                                                           | 591                                                       | 591                                                       |
| 1890                                                      | 1890                                                      |                                                           | 726                                                       | 726                                                       |
| 1900                                                      | 1900                                                      |                                                           | 905                                                       | 905                                                       |
| 1910                                                      | 1910                                                      |                                                           | 1.074                                                     | 1.074                                                     |
| 1923                                                      | 1923                                                      |                                                           | 1.010                                                     | 1.010                                                     |
| 1934                                                      | 1934                                                      |                                                           | 1.191                                                     | 1.191                                                     |
| 1939                                                      | 1939                                                      |                                                           | 1.107                                                     | 1.107                                                     |
| 1951                                                      | 1951                                                      |                                                           | 1.098                                                     | 1.098                                                     |
| 1961                                                      | 1961                                                      |                                                           | 1.320                                                     | 1.320                                                     |
| 1971                                                      | 1971                                                      |                                                           | 1.396                                                     | 1.396                                                     |
| 1981                                                      | 1981                                                      |                                                           | 1.466                                                     | 1.466                                                     |
| 1991                                                      | 1991                                                      |                                                           | 1.531                                                     | 1.531                                                     |
| 2001                                                      | 2001                                                      |                                                           | 1.546                                                     | 1.546                                                     |
| 2011                                                      | 2011                                                      |                                                           | 1.668                                                     | 1.668                                                     |
| 2021                                                      | 2021                                                      |                                                           | 1.550                                                     | 1.550                                                     |
| 2025                                                      | 2025                                                      |                                                           | 1.531                                                     | 1.531                                                     |
| Quelle(n): Statistik Austria, Gebietsstand 1.1.2021       |                                                           |                                                           |                                                           |                                                           |

## Kultur und Sehenswürdigkeiten

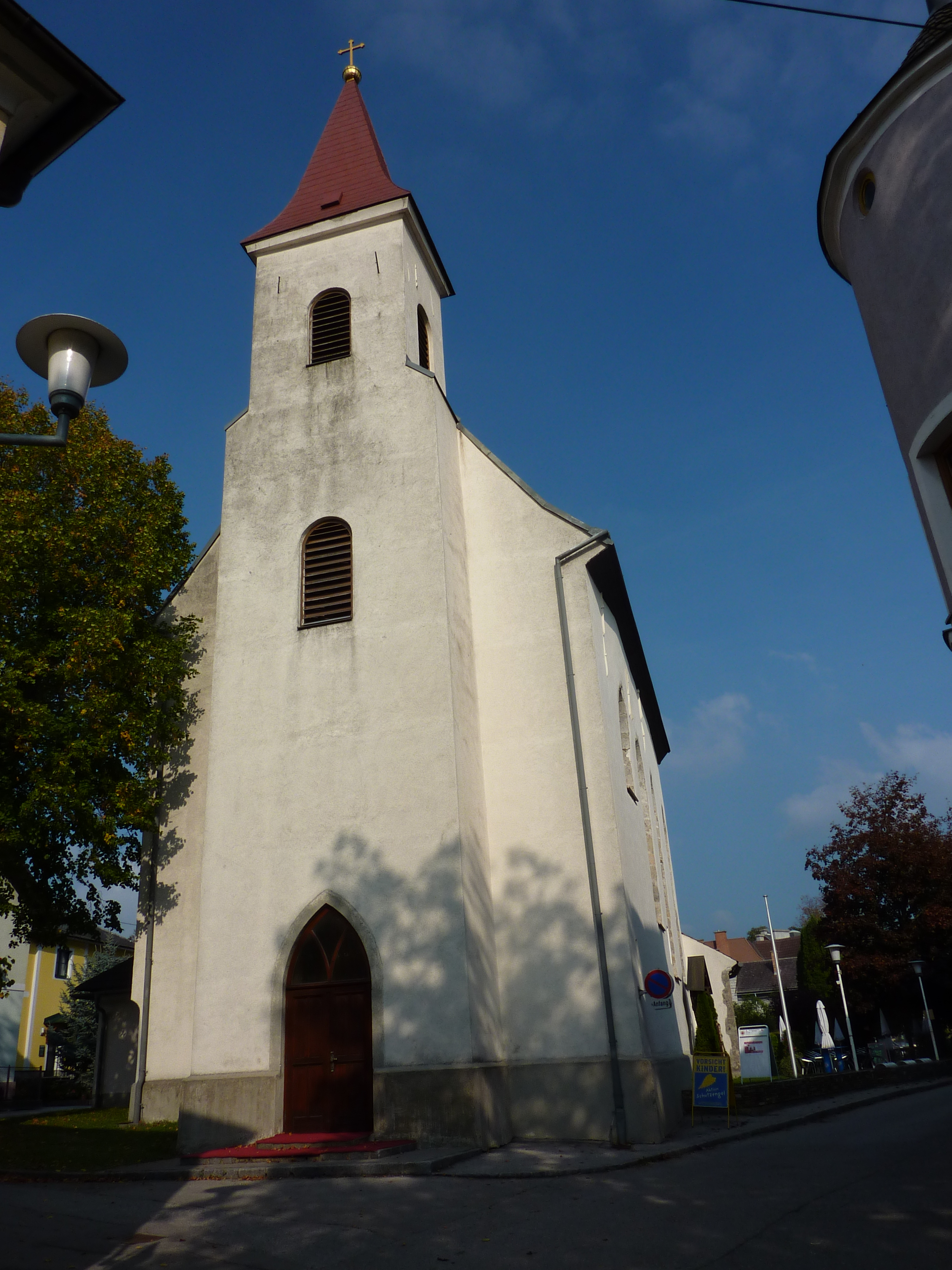
Pfarrkirche Rohrbach an der Gölsen

- Katholische Pfarrkirche Rohrbach an der Gölsen hl. Bartholomäus
- Wasserturm
- Musik: Die Jugendblaskapelle Rohrbach wurde 1978 gegründet und steht unter der Leitung von Kapellmeister Wolfgang Rosenbaum und Sebastian Stritzl, Obmann Erich Rosenbaum und Peter Müller sowie Stabführer Josef Schweiger (2024).[7]

## Wirtschaft und Infrastruktur
Rohrbach an der Gölsen ist Mitglied in der LEADER Region Mostviertel-Mitte.

### Wirtschaftssektoren
Von den 38 landwirtschaftlichen Betrieben des Jahres 2010 wurden 21 im Haupt-, 16 im Nebenerwerb und einer von einer juristischen Person geführt. Die Haupterwerbsbauern bewirtschafteten 80 Prozent der Flächen. Im Produktionssektor arbeiteten 165 Erwerbstätige im Bereich Herstellung von Waren und 42 im Baugewerbe. Die wichtigsten Arbeitgeber im Dienstleistungssektor waren die Bereiche Verkehr (116) und soziale und öffentliche Dienste (71 Mitarbeiter).
| Wirtschaftssektor            | Anzahl Betriebe | Anzahl Betriebe | Erwerbstätige | Erwerbstätige |
| Wirtschaftssektor            | 2011            | 2001            | 2011          | 2001          |
| ---------------------------- | --------------- | --------------- | ------------- | ------------- |
| Land- und Forstwirtschaft 1) | 38              | 41              | 52            | 52            |
| Produktion                   | 18              | 11              | 207           | 121           |
| Dienstleistung               | 54              | 33              | 227           | 156           |

1) Betriebe mit Fläche in den Jahren 2010 und 1999
| Im Jahr 2011 lebten 792 Erwerbstätige in Rohrbach an der Gölsen. Davon arbeiteten 168 in der Gemeinde, beinahe achtzig Prozent pendelten aus. Mehr als 300 Menschen aus der Umgebung kamen zur Arbeit nach Rohrbach an der Gölsen. - Eisenbahn: Rohrbach an der Gölsen hat einen Bahnhof an der Bahnlinie von Traisen nach Hainfeld mit Direktverbindungen nach St. Pölten. - Südlich des Ortszentrums verläuft die Hainfelder Straße (B18). Durch Rohrbach führt außerdem die L132 Richtung Norden, welche den Ort über den Durlaß mit Michelbach verbindet. | Die zur Anzeige dieser Grafik verwendete Erweiterung wurde dauerhaft deaktiviert. Wir arbeiten aktuell daran, diese und weitere betroffene Grafiken auf ein neues Format umzustellen. (Mehr dazu) |

### Öffentliche Einrichtungen
In Rohrbach befindet sich ein Kindergarten und eine Volksschule.

## Politik

### Gemeinderat
| Der Gemeinderat hat 19 Mitglieder. - Mit den Gemeinderatswahlen in Niederösterreich 1990 hatte der Gemeinderat folgende Verteilung: 14 ÖVP, und 5 SPÖ. - Mit den Gemeinderatswahlen in Niederösterreich 1995 hatte der Gemeinderat folgende Verteilung: 14 ÖVP, und 5 SPÖ. - Mit den Gemeinderatswahlen in Niederösterreich 2000 hatte der Gemeinderat folgende Verteilung: 13 ÖVP, 5 SPÖ, und 1 FPÖ. - Mit den Gemeinderatswahlen in Niederösterreich 2005 hatte der Gemeinderat folgende Verteilung: 12 ÖVP, und 7 SPÖ. - Mit den Gemeinderatswahlen in Niederösterreich 2010 hatte der Gemeinderat folgende Verteilung: 15 ÖVP, und 4 SPÖ. - Mit den Gemeinderatswahlen in Niederösterreich 2015 hatte der Gemeinderat folgende Verteilung: 14 ÖVP und 4 SPÖ, und 1 FPÖ. - Mit den Gemeinderatswahlen in Niederösterreich 2020 hat der Gemeinderat folgende Verteilung: 15 ÖVP und 4 SPÖ. | Die zur Anzeige dieser Grafik verwendete Erweiterung wurde dauerhaft deaktiviert. Wir arbeiten aktuell daran, diese und weitere betroffene Grafiken auf ein neues Format umzustellen. (Mehr dazu) |

### Bürgermeister
- 1990–2023 Karl Bader (ÖVP)
- seit 2024 Markus Leopold (ÖVP)[21]

## Persönlichkeiten

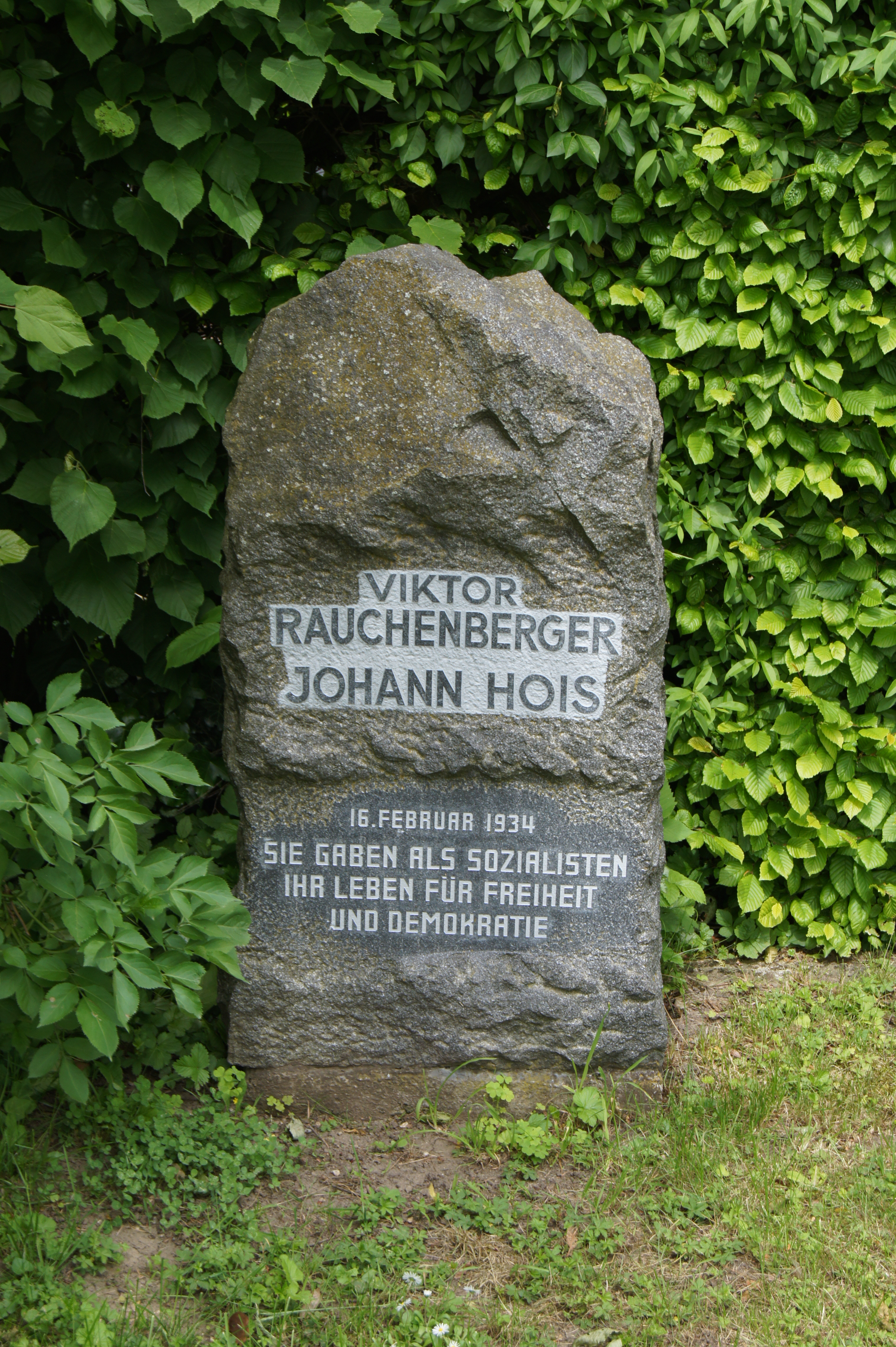
Hauptfriedhof St. Pölten: Grabstein für Rauchenberger und Hois

- Johann Hois (1891–1934), Sozialdemokrat aus Rohrbach an der Gölsen, hingerichtet in St. Pölten
- Alois Rauchenberger (1908–1934), Sozialdemokrat aus Rohrbach an der Gölsen, hingerichtet in St. Pölten
- Karl Österreicher (1923–1995), Dirigent und Musikpädagoge
- Karl Bader (* 1960), Bürgermeister und Präsident des Bundesrates
- Andreas Schager (* 1971), Opernsänger (Heldentenor)